# Aikuchi

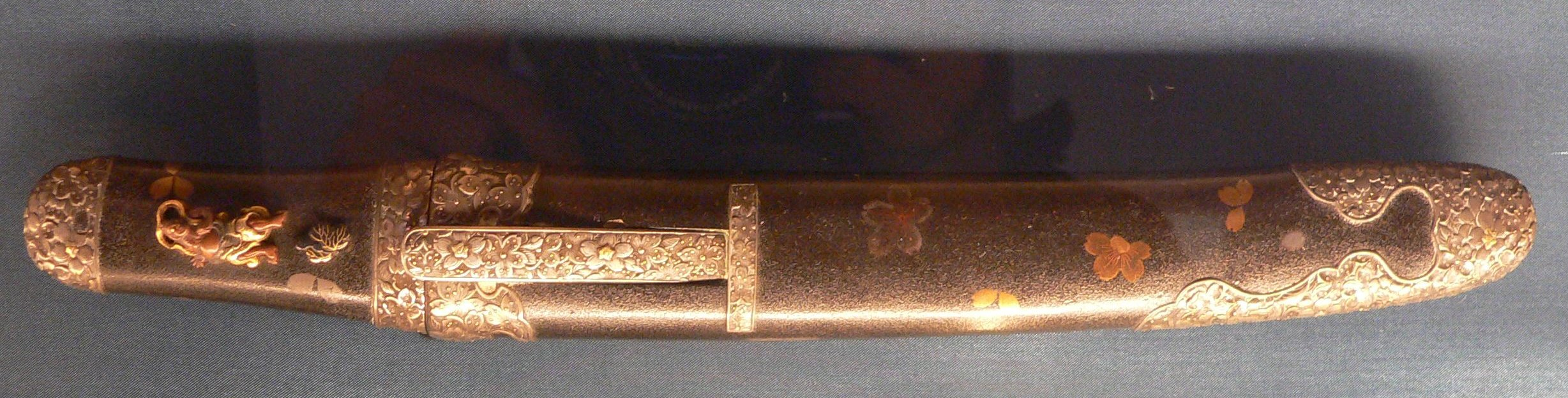
Tantō montato in aikuchi

L'aikuchi (合口, 匕首) o anche kusungobu (九寸五部) era una particolare tecnica di montaggio delle lame giapponesi in epoca medievale.
Tale tecnica non prevedeva l'esistenza della guardia e di nastrature, in modo da lasciare visibile la copertura in pelle di razza.
La lama era lunga 0.95 piedi (da qui il termine kusungobu, che significa appunto 0,95).
La montatura aikuchi poteva essere applicata su qualunque tipo di lama, in particolar modo su wakizashi e tantō.